# Fri
Fry of Fry Kasou (Grieks: Φρύ of Φρύ Κάσου) is een buurtschap in de gemeente (dimos) Kasos, in de Griekse bestuurlijke regio (periferia) Zuid-Egeïsche Eilanden.
Het was de hoofdstad van het Griekse eiland Kasos. Fry ligt aan de Bouka baai. Het stadje is waarschijnlijk gesticht in 1840. Het heeft de enige haven van Kasos.